# Aktinolit
Aktinolit (iz grškega ἀκτίς (áktis) – žarek ali snop žarkov in λίθος (lithos) – kamen) je silikatni mineral s kemijsko formulo Ca2(Mg,Fe)5Si8O22(OH)2.

## Mineralogija
Aktinolit je vmesni člen v nizu trdnih raztopin med z magnezijem bogatim tremolitom (Ca2Mg5Si8O22(OH)2) in z železom bogatim feroaktinolitom (Ca2Fe5Si8O22(OH)2). Magnezijevi in železovi ioni se lahko v kristalni strukturi neovirano izmenjujejo. Azbestozni aktinolit se podobno kot tremolit obravnava kot azbest.

## Nahajališča
Aktinolit se običajno nahaja v metamorfnih kamninah, na primer v kontaktnih avreolah, ki obdajajo ohlajene globočnine. Nastaja tudi kot produkt metamorfizma z magnezijem bogatih apnencev.
Staro ime minerala, uralit, se je včasih uporabljalo za produkt preperevanja predvsem piroksena v zmes, ki je vsebovala večinoma aktinolit. Metamorfne gabrovske in diabazovske kamnine, ki se omenjajo kot epidiorit, vsebujejo precejšnje količine uralitskih preperenin. 
Glavna nahajališča prozornega aktinolita, ki je primeren za izdelavo nakita, so na Tajvanu in v Kanadi. Druga pomembnejša nahajališča so na Madagaskarju, v Tanzaniji in ZDA. V Sloveniji so aktinolit (smaragdit) našli v Savinjskih Alpah.

## Varnost
Nekatere vrste azbestov, ki so nastale iz vlaknatega aktinolita, imajo tako majhna vlakna, da lahko prodrejo v pljuča in poškodujejo avreole. 

## Draguljarstvo
Nekatere vrste aktinolita se uporabljajo kot poldragi kamni. Eden od njih je nefrit, ki je ena od vrst žada. Druga vrsta je žadeit, ki je različek piroksena.
Eden od poldragih  kamnov  je aktinolitsko mačje oko, ki je prosojno do neprozorno in zelene do zeleno rumene barve. Ta poldragi kamen so včasih napačno imenovali žadovo mačje oko. Prozorni aktinolit je redek in se brusi za zbiralce dragih kamnov. 